# 毒药与老妇
《毒藥與老婦》（英語：Arsenic and Old Lace）是一部1944年上映的美國黑色喜劇电影，由法蘭克·卡普拉執導，加里·格兰特主演，由朱利葉斯·J·愛普斯坦和菲利普·G·愛普斯坦根據約瑟夫·凱瑟林的同名舞台劇改編。
因為加里·格蘭特的檔期關係，卡普拉早在1941年完成了這部電影，但直到1944年，原版舞台劇不再在百老匯上演時再上映。主角莫蒂默·布魯斯特這個角色原本是打算由鮑伯·霍伯飾演的，但其與派拉蒙影業的合約令他無法參演。 在得知格蘭特有意擔任這個角色之前，卡普拉也考慮過選用杰克·本尼或隆納·雷根。布利斯·卡洛夫在原版舞台劇飾演「長得很像卡洛夫」的角色喬納森·布魯斯特，但因為拍攝期間舞台劇還在上演而無法再次扮演這個角色，改由雷蒙德·馬西飾演。 電影的配角演員包括普瑞絲西拉·蘭恩、杰克·卡森、愛德華·艾沃瑞特·霍頓和彼得·羅。
約瑟芬·赫爾和吉恩·阿黛爾分別飾演艾比和瑪莎·布魯斯特兩姐妹。赫爾、阿黛爾和約翰·亞歷山大（飾泰迪·布魯斯特）都是1941年原版舞台劇的演員，重新擔任相應的角色。為了進行拍攝，三人缺席了八個星期的舞台劇版演出，但卡洛夫因為是舞台劇版的投資者和賣點而無法抽身。整部電影用了八個星期拍攝，只花費了200萬預定成本中的120萬來製作。

## 劇情
居住在紐約布魯克林區的布魯斯特家族是五月花號 殖民者的後代。他們家裡的牆上掛滿了出色早先們的肖像畫。 

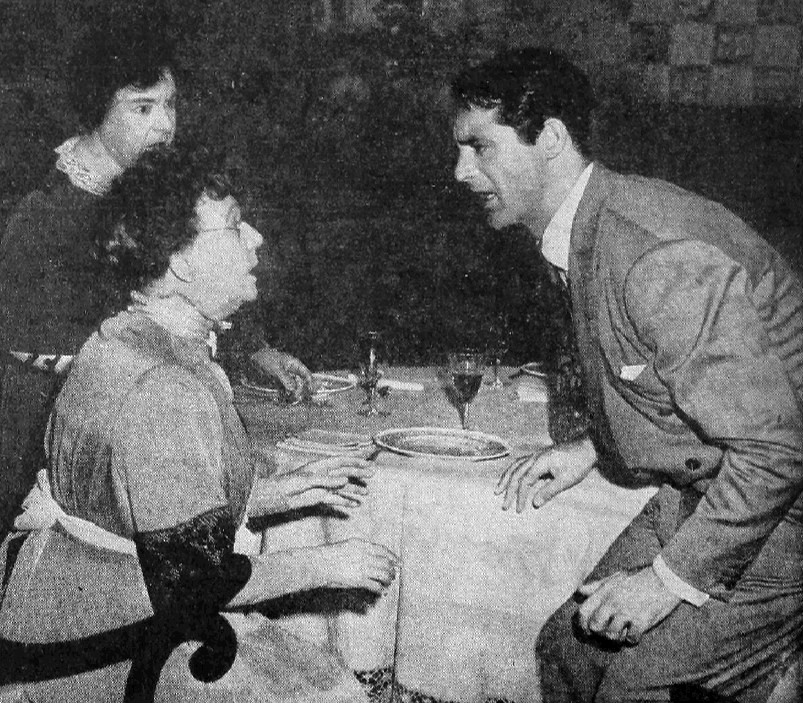
吉恩·阿黛爾、約瑟芬·赫爾和加里·格蘭特。

莫蒂默·布魯斯特 (加里·格兰特)，一個多次貶低婚姻是一種「古老迷信」的戲劇評論家和作家，愛上了隔牆牧師鄰居的女兒，伊萊蓮·哈珀（普瑞絲西拉·蘭恩）。 兩人在萬聖節當晚註冊結婚。 其後伊萊蓮去了她父親的家為了密月打包行李，而莫蒂默則回去了住著養育了他的兩位姨姨，艾比 (约瑟芬·赫尔) 和瑪莎 (吉恩·阿黛爾) 的家族古屋。與她們同住的另一位外甥，泰迪 (約翰·亞歷山大)，是一個堅信自己是西奥多·羅斯福總統的人。每次他上樓梯時都會模仿羅斯福著名的聖胡安山戰役，大喊「衝啊！」再衝上樓梯。
在找他為下一本書而寫的便箋時，莫蒂默突然發現窗椅中藏了具屍體。驚慌失措之下，他假定了泰迪的精神病終於令他殺人了。但艾比和瑪莎則很輕鬆地解釋著，這是她們為了解決孤獨老人痛苦的「服務」。 她們在屋外貼了張「有房出租」的公告去吸引受害者，然後在跟對方閒聊期間給他們一杯加了砷、馬錢子鹼和「一點點氰化物」的接骨木果酒。 之後把屍體交給以為那些是興建巴拿洞運河時的黃熱病死者的泰迪埋在地下室。
當莫蒂默還在理解到底在發生什麼事的時候，他多年前離家出走的哥哥喬納森 (雷蒙德·馬西) 與他的酒鬼同伴，整形醫生赫爾曼·愛因斯坦 (彼得·羅) 來到了。喬納森是個在逃避警方追捕的連環殺人犯，並正在就如何處理他的上一位受害者的屍體而煩惱。 為了逃過警方的追捕，喬納森的臉曾被愛因斯坦醫生整形過，但因為手術時醫生喝醉了，以致於他的臉被改得像布利斯·卡洛夫在化學怪人裡的打扮。 喬納森其後發現了他兩位姨姨的殺人秘密，並提出把他的上一位受害者也埋在地下室裡。但艾比和瑪莎強烈反對這個計劃，因為她們認為她們的受害者是「正直」的君子，而喬納森的受害者是陌生的「外國人」。同時，喬納森宣布他打算殺了莫蒂默。
為密月打包完成的伊萊蓮開始等得不耐煩，但同時很關心莫蒂默為了控制場面所做的各種奇怪行為：他嘗試暗示一個來巡邏的警察，殺人犯喬納森在屋內。在當事人不配合的情況下，阻止他姨姨們進一步的「服務」，以及嘗試完成送泰迪去精神病院所需要的文件。期間，他向伊萊蓮表示因為他家族的精神病史，他果然還是不能娶她。
經過一連串事件和打鬥後，喬納森最終被逮捕了，愛因斯坦醫生在簽了泰迪的入院申請書之後也藉機逃了。而艾比和瑪莎則堅持要與泰迪一起去住精神病院。在離開之前，兩人告訴莫蒂默，他其實不是布魯斯特家族的人：他的母親是布魯斯特家的廚師，而他的父親是移民船上的船廚。在得知自己的正常人血統後，他與伊萊蓮熱吻，把她抱起來之後大喊「衝啊！」，向他們的密月出發。

## 解釋
原版舞台劇是由一個德國移民家庭的兒子以及一間和平主義的門諾派大學的前教授約瑟夫·凱瑟林在充滿反戰氣氛的三十年代所寫。研究卡普拉的學者馬修 C. 岡特認為這個故事潛在的主題是探討美國歷史中由 (布魯斯特家族所追求的)能夠做任何事情的自由 和 美國本身血腥的立國歷史 所產生的衝突。

## 演員
- 加里·格兰特飾莫蒂默·布魯斯特
- 約瑟芬·赫爾飾艾比·布魯斯特
- 吉恩·阿黛爾（英语：Jean Adair）飾瑪莎·布魯斯特
- 雷蒙德·馬西（英语：Raymond Massey）飾喬納森·布魯斯特
- 彼得·羅飾赫爾曼·愛因斯坦醫生
- 普瑞絲西拉·蘭恩（英语：Priscilla Lane）飾伊萊蓮·哈珀·布魯斯特
- 約翰·亞歷山大飾「泰迪·羅斯福」·布魯斯特
- 杰克·卡森（英语：Jack Carson）飾帕特里克·奧哈拉警官
- 約翰·里德格利（英语：John Ridgely）飾桑德斯警官
- 愛德華·麥克納馬拉（英语：Edward McNamara）飾布羅菲巡佐
- 詹姆斯·格利森（英语：James Gleason）飾魯尼警司
- 爱德华·艾沃瑞特·霍顿（英语：Edward Everett Horton）飾威瑟斯龐醫生
- 格兰特·米切尔（英语：Grant Mitchell）飾哈珀神父
- 沃恩·格拉澤（英语：Vaughan Glaser）飾庫爾曼法官
- 切斯特·克魯特（英语：Chester Clute）飾吉爾克里斯特醫生
- 愛德華·麥克沃德（英语：Edward McWade）飾吉布斯先生
- 加里·歐文（英语：Garry Owen）飾計程車司機
- 查尔斯·莱恩（英语：Charles Lane）飾第一位記者
- 汉克·曼（英语：Hank Mann）飾戴著照相機的第二位記者
- 斯潘塞·查特斯（英语：Spencer Charters）飾婚姻辦事處職員 [9]

## 評價
本片上映當時獲得一致好評。 《纽约時報》 的評價總結了絕大多數的影評意見，「總結來說，昨天上映的華納電影《毒藥與老婦》簡直有趣得可怕！」。 綜藝 的影評寫道，「有著朱利葉斯·J·和菲利普·G·愛普斯坦所寫的壓縮版劇本和卡普拉本身的導演技巧，卡普拉的版本完美捕捉到原版的色彩和風格」。 影評期刊哈里森報告形容本片是：「一場很有娛樂性的鬧劇，應該會在年度票房榜有所斬獲。」。  纽约客的約翰·拉德納評價本片「幾乎與舞台劇版一樣好笑。」
本片上映25年後， 查爾斯·海厄姆和喬爾·格林伯格在四十年代好莱坞一書中寫到，「法蘭克·卡普拉拍出了一部略為誇張和不夠輕鬆版本的《毒藥與老婦》。」。
本片受到美國影藝協會的以下肯定：
- 2000： AFI百年百大喜劇電影：第30名[11]
- 2003：  AFI百年百大英雄與反派：喬納森·布魯斯特和赫爾曼·愛因斯坦醫生 — 提名反派[12]
- 2005： AFI百年百大電影台詞：「瘋狂流傳在我們家的血裡，可以稱得上是一股急流。」("Insanity runs in my family; it practically gallops.") — 提名[13]

## 票房
根據華納兄弟的記錄，本片的本地票房為283萬6000美元，而外地票房為194萬8000美元。

## 廣播劇
《毒藥與老婦》在1946年11月25日在演員公會劇場中被改編成廣播劇，由布利斯·卡洛夫和艾迪·艾伯特主演。其後再次在1948年1月25日在福特劇場中再次被改編。

## 外部連結
- 互联网电影数据库（IMDb）上《Arsenic and Old Lace》的资料（英文）
- 爛番茄上《毒药与老妇》的資料（英文）
- AllMovie上《Arsenic and Old Lace》的资料（英文）
- TCM电影资料库上《Arsenic and Old Lace》的资料（英文）
- 美国电影学会目录上的《Arsenic and Old Lace》（英文）
- 《毒藥與老婦》與彼得·羅 （页面存档备份，存于）